# Biatlon op de Olympische Winterspelen 2010
Biatlon is een van de sporten die beoefend werden tijdens de Olympische Winterspelen 2010 in Vancouver, Canada. De wedstrijden vonden plaats in het wintersportgebied Whistler Olympic Park in Whistler.

## Wedstrijdschema
| Datum       | Lokale tijd | MET   | Onderdeel             |
| ----------- | ----------- | ----- | --------------------- |
| 14 februari | 11:15       | 20:15 | 10 km sprint          |
| 16 februari | 12:45       | 21:45 | 12,5 km achtervolging |
| 18 februari | 13:00       | 22:00 | 20 km individueel     |
| 21 februari | 10:45       | 19:45 | 15 km massastart      |
| 26 februari | 11:30       | 20:30 | 4×7,5 km estafette    |

| Datum       | Lokale tijd | MET   | Onderdeel           |
| ----------- | ----------- | ----- | ------------------- |
| 13 februari | 13:00       | 22:00 | 7,5 km sprint       |
| 16 februari | 10:30       | 19:30 | 10 km achtervolging |
| 18 februari | 10:00       | 19:00 | 15 km individueel   |
| 21 februari | 13:00       | 22:00 | 12,5 km massastart  |
| 23 februari | 11:30       | 20:30 | 4×6 km estafette    |

## Medailles

### Mannen
| Onderdeel             | Goud                                                                | Goud | Zilver                                                             | Zilver  | Brons                                                             | Brons           |
| --------------------- | ------------------------------------------------------------------- | ---- | ------------------------------------------------------------------ | ------- | ----------------------------------------------------------------- | --------------- |
| 20 km individueel     | Emil Hegle Svendsen                                                 | NOR  | Ole Einar Bjørndalen Sergej Novikov                                | NOR BLR | niet uitgereikt                                                   | niet uitgereikt |
| 10 km sprint          | Vincent Jay                                                         | FRA  | Emil Hegle Svendsen                                                | NOR     | Jakov Fak                                                         | CRO             |
| 12,5 km achtervolging | Björn Ferry                                                         | SWE  | Christoph Sumann                                                   | AUT     | Vincent Jay                                                       | FRA             |
| 15 km massastart      | Jevgeni Oestjoegov                                                  | RUS  | Martin Fourcade                                                    | FRA     | Pavol Hurajt                                                      | SVK             |
| 4×7,5 km estafette    | Halvard Hanevold Tarjei Bø Emil Hegle Svendsen Ole Einar Bjørndalen | NOR  | Simon Eder Daniel Mesotitsch Dominik Landertinger Christoph Sumann | AUT     | Ivan Tsjerezov Anton Sjipoelin Maksim Tsjoedov Jevgeni Oestjoegov | RUS             |

### Vrouwen
| Onderdeel           | Goud                                                                   | Goud | Zilver                                                        | Zilver | Brons                                                   | Brons |
| ------------------- | ---------------------------------------------------------------------- | ---- | ------------------------------------------------------------- | ------ | ------------------------------------------------------- | ----- |
| 15 km individueel   | Tora Berger                                                            | NOR  | Jelena Chroestaleva                                           | KAZ    | Darja Domratsjeva                                       | BLR   |
| 7,5 km sprint       | Anastasiya Kuzmina                                                     | SVK  | Magdalena Neuner                                              | GER    | Marie Dorin                                             | FRA   |
| 10 km achtervolging | Magdalena Neuner                                                       | GER  | Anastasiya Kuzmina                                            | SVK    | Marie-Laure Brunet                                      | FRA   |
| 12,5 km massastart  | Magdalena Neuner                                                       | GER  | Olga Zajtseva                                                 | RUS    | Simone Hauswald                                         | GER   |
| 4×6 km estafette    | Svetlana Sleptsova Anna Bogali-Titovets Olga Medvedtseva Olga Zajtseva | RUS  | Marie-Laure Brunet Sylvie Becaert Marie Dorin Sandrine Bailly | FRA    | Kati Wilhelm Simone Hauswald Martina Beck Andrea Henkel | GER   |

### Medaillespiegel

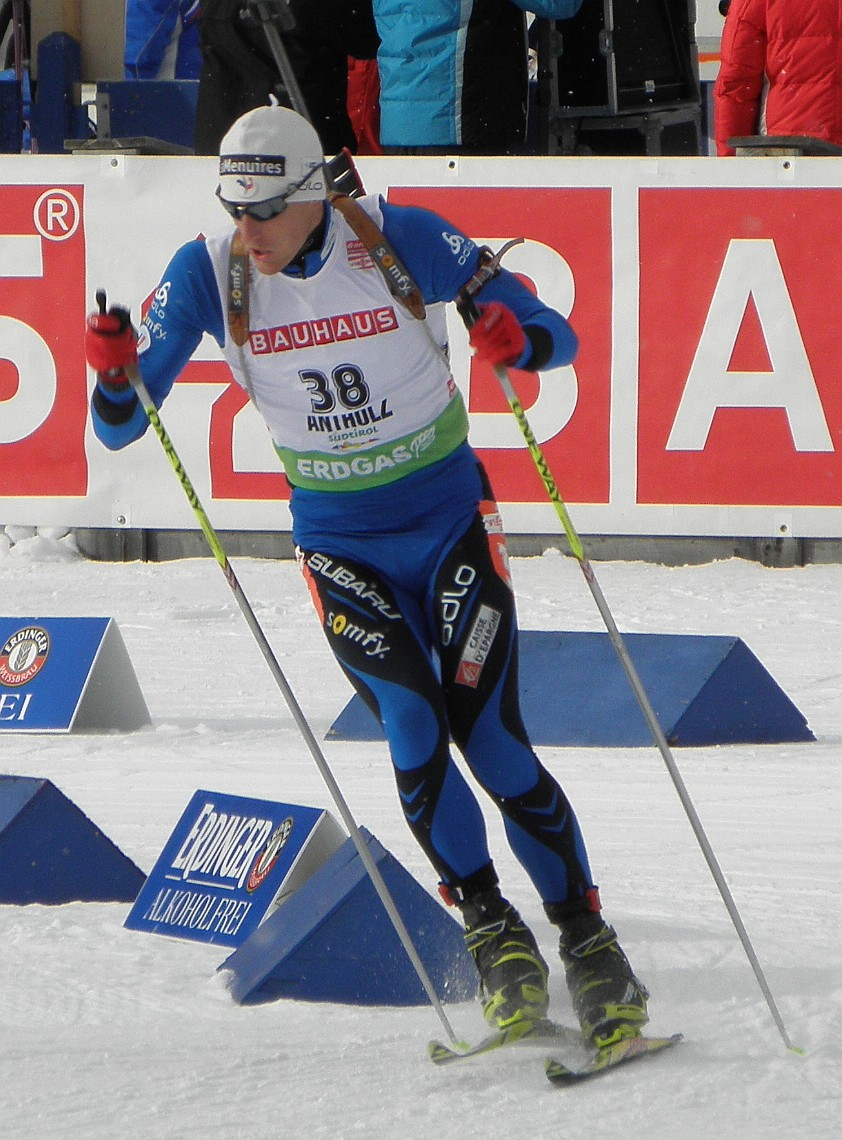
Jay, winnaar van de sprint

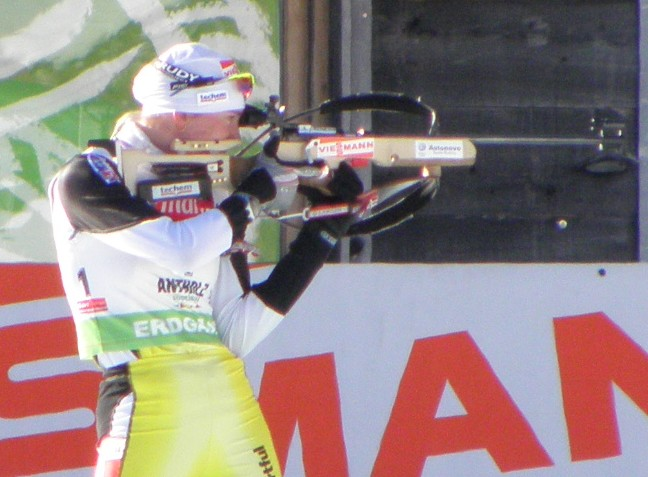
Kuzmina, winnares van de sprint

| Plaats | Land        | NOC    | Goud | Zilver | Brons | Totaal |
| ------ | ----------- | ------ | ---- | ------ | ----- | ------ |
| 1      | Noorwegen   | NOR    | 3    | 2      | 0     | 5      |
| 2      | Duitsland   | GER    | 2    | 1      | 2     | 5      |
| 3      | Rusland     | RUS    | 2    | 1      | 1     | 4      |
| 4      | Frankrijk   | FRA    | 1    | 2      | 3     | 6      |
| 5      | Slowakije   | SVK    | 1    | 1      | 1     | 3      |
| 6      | Zweden      | SWE    | 1    | 0      | 0     | 1      |
| 7      | Oostenrijk  | AUT    | 0    | 2      | 0     | 2      |
| 8      | Wit-Rusland | BLR    | 0    | 1      | 1     | 2      |
| 9      | Kazachstan  | KAZ    | 0    | 1      | 0     | 1      |
| 10     | Kroatië     | CRO    | 0    | 0      | 1     | 1      |
| Totaal | Totaal      | Totaal | 10   | 11     | 9     | 30     |

Chamonix 1924 (MP) · St. Moritz 1928 (MP) · Garmisch-Partenkirchen 1936 (MP) · St. Moritz 1948 (MP) · Squaw Valley 1960 · Innsbruck 1964 · Grenoble 1968 · Sapporo 1972 · Innsbruck 1976 · Lake Placid 1980 · Sarajevo 1984 · Calgary 1988 · Albertville 1992 · Lillehammer 1994 · Nagano 1998 · Salt Lake City 2002 · Turijn 2006 · Vancouver 2010 · Sotsji 2014 · Pyeongchang 2018 · Peking 2022 
Lijst van olympische medaillewinnaars
Alpineskiën · Biatlon · Bobsleeën · Curling · Freestyleskiën · Kunstrijden · Langlaufen · Noordse combinatie · Rodelen · Schaatsen · Schansspringen · Shorttrack · Skeleton · Snowboarden · IJshockey